# Cephalopholis spiloparaea
Cephalopholis spiloparaea es una especie de pez del género Cephalopholis, familia Serranidae. Fue descrita científicamente por Valenciennes en 1828.
Se distribuye por el Indo-Pacífico: Mozambique a la Polinesia Francesa, al norte de las islas Ryūkyū, al sur de la isla Heron en el extremo sur de la Gran Barrera de Coral. La longitud total (TL) es de 30 centímetros. Habita en arrecifes de coral y se alimenta de cangrejos y otros crustáceos. Puede alcanzar los 108 metros de profundidad.
Está clasificada como una especie marina inofensiva para el ser humano.